# Lloyd Mumba
Lloyd Mumba (Lusaka, 1983. május 5. – 2008. február 27.) zambiai válogatott labdarúgó. Pályafutása során megfordult többek között a Lombard Pápa csapatában is. 2008. február 27-én hunyt el, halálát malária okozta.

## Mérkőzései a zambiai válogatottban
| #  | Dátum               | Ellenfél           | Eredmény | Kiírás            | Esemény |
| -- | ------------------- | ------------------ | -------- | ----------------- | ------- |
| 1. | 2003. október 11.   | Seychelle-szigetek | 4 – 0    | vb-selejtező      |         |
| 2. | 2003. november 15.  | Seychelle-szigetek | 1 – 1    | vb-selejtező      |         |
| 3. | 2004. június 5.     | Togo               | 1 – 0    | vb-selejtező      |         |
| 4. | 2004. június 19.    | Mali               | 1 – 1    | vb-selejtező      | 88'     |
| 5. | 2004. július 3.     | Szenegál           | 0 – 1    | vb-selejtező      | 25' 75' |
| 6. | 2006. augusztus 19. | Botswana           | 1 – 0    | COSAFA-kupa döntő | 74'     |

## Sikerei, díjai
SSV Ulm 1846:
- Német negyedosztályú labdarúgó-bajnokság ezüstérmes : 2002-03